# Andet slag ved Bull Run
Andet slag ved Bull Run, eller Det andet slag ved Manassas, blev udkæmpet mellem den 28. og 30. august 1862, under den amerikanske borgerkrig. Det var kulminationen på en offensiv kampagne, som Sydstaternes Army of Northern Virginia under general Robert E. Lee gennemførte mod Unionens Army of Virginia under generalmajor John Pope. Slaget var meget større end det Første slag ved Bull Run året før, men udkæmpedes på det samme område.
Efter at have marcheret i en stor bue uden om unionshæren erobrede generalmajor Thomas J. "Stonewall" Jackson et af Unionens forsyningsdepoter ved Manassas Junction og truede Popes forsyningslinier til Washington, D.C.. Jackson trak sig nogle få kilometer tilbage mod nordvest og indtog en defensiv stilling på Stony Ridge. Den 28. august angreb Jackson en unionskolonne ved Brawner's Farm nær Groveton, hvilket endte i et dødvande. Samme dag gennembrød resten af Lees hær under generalløjtnant James Longstreet en let forsvaret unionslinje i slaget ved Thoroughfare Gap og nærmede sig slagmarken.
Pope var sikker på, at han havde fanget Jackson og samlede hovedparten af sin hær mod ham. Den 29. august iværksatte Pope en række angreb mod Jacksons stilling langs en ufærdig jernbanelinje. Angrebene blev slået tilbage med store tab på begge sider. Ved middagstid ankom Longstreet til slagmarken fra Thoroughfare Gap og tog opstilling på Jacksons højre flanke. Den 30. august fornyede Pope sine angreb, tilsyneladende ikke klar over at Longstreet var kommet. Da koncentreret artilleri ødelagde et unionsangreb under generalmajor Fitz John Porters V Corps, gennemførte Longstreets 25.000 mand i fem divisioner et modangreb, som var det største samtidige masseangreb under hele krigen. Unionens venstre flanke blev knust og hæren kastet tilbage til Bull Run. Kun effektiv indgriben fra bagtroppen forhindrede en gentagelse af katastrofen fra det første Bull Run slag. Popes retræte til Centreville i Virginia var ikke desto mindre hastig.

## Baggrund og deltagende styrker
- De vigtigste af Unionshærens hærførere
- Generalmajor
John Pope, USA
- Generalmajor
Irvin McDowell, USA
- Generalmajor.
Fitz John Porter, USA

Efter at generalmajor George B. McClellans Peninsula kampagne var brudt sammen under Syv dages slaget i juni 1862 udpegede præsident Abraham Lincoln John Pope til at lede en ny hær, Army of Virginia. Pope havde opnået nogen succes i det vestlige operationsområde i borgerkrigen, og Lincoln søgte efter en mere aggressiv general end McClellan.
Army of Virginia på 51.000 mand var delt op i 3 korps under generalmajor Franz Sigel (I Corps), Generalmajor Nathaniel P. Banks (II Corps) og generalmajor Irvin McDowell (III Corps). McDowell havde haft kommandoen over den tabende hær ved Første slag ved Bull Run . Dele af 3 korps fra McClellans Army of the Potomac, V og VI corps foruden generalmajor Ambrose Burnsides IX Corps, under kommando af generalmajor Jesse L. Reno, sluttede sig til sidst til Pope, hvilket forøgede hans styrke til 77.000 mand.
- De vigtigste af Sydstatshærens hærførere
- General
Robert E. Lee, CSA
- Generalmajor
James Longstreet, CSA
- Generalmajor.
Stonewall Jackson, CSA

På Sydstaternes side var general Robert E. Lees Army of Northern Virginia opdelt i to "fløje" eller "kommandoer" på omkring 55.000 mand. Den højre fløj var under kommando af generalløjtnant James Longstreet, den venstre under generalmajor Stonewall Jackson. Kavaleridivisionen under generalmajor J.E.B. Stuart var tilknyttet Jacksons fløj.
Popes mission bestod af flere opgaver: beskytte Washington D.C. og Shenandoah dalen samt trække sydstatsstyrker væk fra McClellan ved at rykke frem mod Gordonsville. Baseret på sine erfaringer med McClellan i Syv dages slaget fornemmede Robert E. Lee, at McClellan ikke længere var en trussel for ham på Virginia halvøen, så han følte ikke noget behov for at bruge alle sine styrker i et direkte forsvar af Richmond. Det gav ham mulighed for at sende Jackson til Gordensville for at blokere Pope og beskytte Virginia Central Railroad.
Lee havde større planer. Da unionshæren var delt mellem McClellan og Pope, og da de stod langt fra hinanden, så Lee en mulighed for at nedkæmpe Pope først og så vende opmærksomheden mod McClellan. Han sendte generalmajor A.P. Hill af sted til Jackson sammen med 12.000 mand. Den 3. august befalede Unionens øverstkommanderende, general Henry W. Halleck, McClellan at begynde sin endelige tilbagetrækning fra Virginia halvøen og vende tilbage til det nordlige Virginia og støtte Pope. McClellan protesterede og begyndte først overførslen den 14. august.
Den 9. august angreb Nathaniel P. Bankss korps Jackson i Slaget ved Cedar Mountain, hvor han opnåede en fordel i starten, men blev drevet tilbage over Cedar Creek af et modangreb under ledelse af A.P. Hill. Jackson's blev imidlertid stoppet af brigadegeneral James B. Ricketts division. Nu havde Jackson erfaret, at Popes korps var samlet, hvilket forpurrede hans plan om at slå hver del for sig. Han forblev, hvor han var indtil den 12. august, og trak sig så tilbage til Gordonsville. Den 13. august sendte Lee Longstreet af sted for at forstærke Jackson.
Mellem den 22. august og den 25. august udkæmpede de to hære en række mindre træfninger langs Rappahannockfloden. Kraftig regn havde fået floden til at svulme op, og Lee kunne ikke finde et sted at krydse floden. Imens ankom der forstærkninger til unionshæren fra Army of the Potomac på Virginia halvøen. Lee’s nye plan, som tog hensyn til, at han nu var i undertal, var at sende Jackson og Stuart af sted med den halve hær rundt om flanken på unionshæren for at afskære Popes forbindelseslinje, Orange & Alexandria Railroad. Pope ville dermed blive tvunget til at trække sig tilbage og kunne besejres, mens han var i bevægelse og sårbar. Jackson afgik den 25. august og nåede Salem (vore dages Marshall) samme nat.
Om aftenen den 26. august efter at have passeret rundt om Popes højre flanke gennem Thoroughfare Gap, slog Jackson til mod Orange & Alexandria Railroad ved Bristoe Station, Virginia og inden daggry den 27. marcherede han af sted for at erobre og ødelægge det enorme unionsdepot ved Manassas Junction. Denne overraskende bevægelse tvang Pope til straks at trække sig tilbage fra sin defensive linje langs Rappahannockfloden. I løbet af natten mellem den 27. – 28. august førte Jackson sine divisioner nordpå til slagmarken fra Første slag ved Bull Run (Manassas), hvor han gik i stilling bag en ufærdig jernbanedæmning neden for Stony Ridge. Det var en god forsvarsposition. Sydstatshæren kunne gemme sig i den tætte skov, samtidig med at den havde mulighed for at holde øje med Warrenton Turnpike (landevej) nogle få hundrede meter mod syd, som var den sandsynlige rute unionshæren ville følge. Der var samtidig gode veje, ad hvilke Longstreet kunne mødes med Jackson, eller som Jackson kunne bruge ved tilbagetrækning til Bull Run Mountains, hvis han ikke blev forstærket i tide. Endelig kunne den ufærdige jernbanedæmning bruges som skyttegrav.
I Slaget ved Thoroughfare Gap den 28. august, gennembrød Longstreets korps svag modstand fra Unionen og fortsatte, til de blev forenet med Jackson. Denne tilsyneladende ligegyldige kamp betød, at Pope’s nederlag i det kommende slag var så godt som sikkert, fordi det tillod de to fløje i Lees hær at forenes på slagmarken ved Manassas.

## Slaget

### 28. august: Brawner's Farm
Det Andet slag ved Bull Run begyndte den 28. august, da en unionskolonne som var under observation af Jackson nær John Brawners familiegård, rykkede frem langs Warrenton landevej. Den bestod af enheder fra brigadegeneral Rufus Kings division: brigaderne under brigadegeneralerne John P. Hatch, John Gibbon, Abner Doubleday og Marsena R. Patrick og rykkede mod øst for at slutte sig til resten af Popes hær ved Centreville. King var ikke sammen med sin division, fordi han var blevet ramt af et alvorligt epilepsianfald tidligere på dagen.
Jackson, som var lettet over at høre, at Longstreets mænd var på vej for at slutte sig til ham, lod sig tydeligt komme til syne for Unionens tropper, men hans tilstedeværelse blev ignoreret. Bekymret over, om Pope kunne være i færd med at trække sin hær tilbage bag Bull Run for at slutte sig sammen med de styrker, som var på vej fra McClellan, besluttede Jackson sig for at angribe. Tilbage i skoven meddelte han sine underordnede: ”Bring Deres mænd ud, mine herrer”. Omkring kl. 18.30 begyndte sydstatshærens artilleri at beskyde den del af kolonnen, som var ud for deres position, hvilket var John Gibbo’s Black Hat brigade, som senere blev omdøbt til ’’Jernbrigaden’’. Gibbon, som var gammel artillerist besvarede ilden med Batteri B i 4. artilleriregiment. Artilleribeskydningen stoppede Kings kolonne. Hatch’ brigade var kommet forbi området, og Patricks mænd bagest i kolonnen søgte dækning og efterlod det til Gibbon og Doubleday at besvare Jacksons angreb. Gibbon regnede med, at da Jackson ifølge Pope skulle være ved Centreville, måtte det blot dreje sig om kanoner fra J.E.B. Stuarts kavaleri. Han konfererede med Doubleday og tilbød at sende veteranerne fra 2. Wisconsin infanteriregiment op ad bakken for at sprede de generende kanoner.
| „ | Vore mænd på venstre side ladede og skød med energi som gale og viste en vidunderlig foragt for døden, men den menneskelige natur kunne ikke længe stå imod en sådan ødelæggende beskydning. Den efterlod store huller i linjen, men isolerede grupper samledes og løb direkte ind i døden. | “ |
|   | — Maj. Rufus R. Dawes, 6. Wisconsin |   |

2. Wisconsin under commando af oberst Edgar O’Connor trængte frem gennem Brawner's Woods. Da de 430 mænd nåede en lysning sydøst for gården, stod de ansigt til ansigt med en af de mest sagnomspundne enheder i Konføderationens hær, Stonewalls brigade, under kommando af oberst William S. Baylor. Den bestod efter mange kampe kun af 800 mand. På 135 meters afstand affyrede regimentet fra Wisconsin en ødelæggende salve mod brigaden fra Virginia. Den returnerede ilden, da afstanden var nede på 70 meter. Efterhånden som flere enheder blev tilføjet på begge sider, forblev kamplinierne tæt sammen, en direkte kamp uden megen dækning hvor salver blev udvekslet i mere end to timer. Jackson beskrev kampen som ”intens og blodig”. Gibbon bragte sit 19. Indiana regiment ind i kampen. Jackson ledede personligt de involverede regimenter I stedet for at lade ordrer passere gennem divisionens chef, generalmajor Richard S. Ewell og satte 3 regimenter fra Alexander R. Lawtons brigade ind i kampen. Gibbon svarede igen med 7. Wisconsin regimentet. Jackson beordrede brigadegeneral Isaac R. Trimbles brigade til at støtte Lawton og mødte det sidste af Gibbons regimenter, det 6. Wisconsin infanteriregiment.
Da Trimbles brigade gik ind i kampen, kom Gibbons mænd i vanskeligheder, og han bad om støtte fra Doubleday, som sendte 56. Pennsylvania og 76. New York regimenterne af sted for at lukke et hul mellem 6. og 7. Wisconsin regiment. Disse mænd ankom til stedet efter mørkets frembrud, og både Trimble og Lawton igangsatte ukoordinerede angreb mod dem. Hestetrukket artilleri under kaptajn John Pelham blev beordret frem af Jackson og skød på 19. Indiana fra under 90 meters afstand. Slaget endte omkring kl. 21, da Gibbon og Doubleday afbrød kampen og trak sig ordnet tilbage ad Warrenton Turnpike. Sydstatssoldaterne var for udmattede til at forfølge dem. Kampen endte i princippet i et dødvande, men med store tab på begge sider. 1.150 til Unionen og 1.250 til Konføderationen. 2. Wisconsin mistede 276 ud af de 430, som startede kampen. Stonewalls brigade mistede 340 af 800. To regimenter fra Georgia mistede over 70% hver. Af de, som var i kamp, blev mere end hver tredje ramt. Brigadegeneral William B. Taliaferro fra sydstatshæren skrev: "I denne kamp var der ingen manøvrering og meget lidt taktik. Det var et spørgsmål om udholdenhed, og begge sider holdt ud." Taliaferro blev såret, og det samme blev Ewell, som fik sit højre ben amputeret.
| „ | I løbet af kort tid blev hele vores linje involveret i en intens og blodig kamp mod fjenden. Når en linje var slået tilbage, tog en anden dens plads og pressede fremad, som om den var besluttet på at drive os fra vore stillinger blot ved sit antal og angrebslyst. | “ |
|   | — Generalmajor Stonewall Jackson |   |

Jackson havde ikke været i stand til at få en afgørende sejr med sin overlegne styrke – omkring 6.200 mand mod Gibbons 2.100, på grund af mørke, den gradvise indsats af styrker, og fordi to af hans vigtigste generaler blev såret. Men han havde opnået sit strategiske formål, nemlig at tiltrække sig John Popes opmærksomhed. Pope antog fejlagtigt, at han havde fået Jackson presset op i et hjørne og prøvede at fange ham, inden han kunne få forstærkninger fra Longstreet. I en depeche, som Pope samme aften sendte til generalmajor Philip Kearny, stod der bl.a. ”General McDowell har opfanget fjendens tilbagetrækning og er nu foran ham … med mindre han i nat kan undslippe ad sideveje mod nord, vil han blive fanget."
Pope udstedte ordrer til sine underordnede om at omringe og angribe Jackson om morgenen, men han gjorde adskillige fejlagtige antagelser. Han antog, at McDowell og Sigel blokerede Jacksons retræte mod Bull Run bjergene, men hovedparten af begge enheder lå sydøst for Jackson langs Manassas-Sudley vejen. Popes antagelse om, at Jackson forsøgte at trække sig tilbage, var også helt forkert. Jackson var i en god defensiv position, og han ventede utålmodigt på Longstreets ankomst, så han kunne gå i gang med at angribe Pope. Selv om Pope fik meldinger om Longstreets bevægelser, afskrev han helt uforklarligt Longstreets betydning for det kommende slag.

### 29. august: Jackson forsvarer Stony Ridge
Jackson havde startet slaget ved Brawner's farm med henblik på at fastholde Pope, indtil Longstreet nåede frem med resten af Army of Northern Virginia. Longstreets 25.000 mand begyndte deres march fra Thoroughfare Gap kl. 6 den 29. august. Jackson sendte Stuart af sted for at lede de forreste elementer af Longstreets kolonne til positioner, som Jackson havde udvalgt på forhånd. Mens han ventede på deres ankomst, reorganiserede han sit forsvar, for det tilfælde at Pope skulle gå til angreb. Han opstillede 20.000 mand på en 2,7 km lang linje syd for Stony Ridge.
Idet han noterede sig, at Sigels tropper fra I Corps formerede sig langs Manassas-Sudley vejen, beordrede han A.P. Hill's brigader til at formere bag jernbanedæmningen nær Sudley Church på hans venstre flanke. Hill var klar over, at hans position geografisk set var svag, fordi det kraftige skovdække i området forhindrede effektiv anvendelse af artilleri, og derfor opstillede han sine brigader i to linjer med brigadegeneral Maxcy Greggs South Carolina brigade og brigadegeneral Edward L. Thomass Georgia brigade foran.
Midt på linjen placerede Jackson to brigader fra Ewells division (nu under kommando af brigadegeneral Alexander Lawton på grund af Ewells benamputation), og til højre placerede han William B. Taliaferros division, som nu blev kommanderet af brigadegeneral William E. Starke.
Det var Popes hensigt at rykke frem mod Jackson på begge flanker. Han beordrede Fitz John Porter til at rykke mod Gainesville og angribe, hvad han regnede med, var sydstatshærens højre flanke. Han gav Sigel ordre til at angribe Jacksons venstre fløj ved daggry. Sigel, som ikke var sikker på Jacksons placering af sine styrker, valgte at rykke frem over en bred front med brigadegeneral Robert C. Schenks division, støttet af brigadegeneral John F. Reynoldss division (Heintzelman's III Corps) til venstre, brigadegeneral Robert H. Milroys uafhængige brigade i centrum og brigadegeneral Carl Schurzs division til højre. Schurzs to brigader, som rykkede nordpå ad Manassas-Sudley vejen var de første, som kom i kontakt med Jacksons mænd omkring kl. 7.
Handlingerne i Sigels angreb mod A.P. Hills division var typiske for alle kampene nær Stony Ridge den dag. Selv om den ufærdige jernbanedæmning på visse steder skabte naturlige forsvarspositioner, undgik sydstatshæren som regel et statisk forsvar. Den modtog Unionens stød og fulgte op med energiske modangreb. Det var den samme taktik, som Jackson benyttede i Slaget ved Antietam nogle få uger senere. Schurzs to brigader (under brigadegeneral Alexander Schimmelfennig og oberst Włodzimierz Krzyżanowski) havde en kraftig forpostfægtning med Gregg og Thomas, hvor begge sider bragte enheder i kamp én ad gangen. Da Milroy hørte lyden af kamp på sin højre side, beordrede han to af sine regimenter til at bistå Schurz. De opnåede en vis succes, og 82. Ohio regimentet gennembrød sydstatshærens linje ved en lavning i terrænet, kaldet the Dump, men blev til sidst slået tilbage. Schenk og Reynolds, som var udsat for kraftig artilleribeskydning, svarede igen med beskydning af fjendens artilleri, men sendte ikke deres infanteri frem.
I det han antog, at Kearnys division fra III Corps var i position til at støtte ham, beordrede Schurz et nyt angreb mod Hill omkring kl. 10. Kearny rykkede imidlertid ikke fremad, og det andet angreb mislykkedes. Historikere har kritiseret Kearny for hans handlinger denne dag og hævdet, at det var personligt nag mod Sigel, der var grunden.
Omkring kl. 13 blev Sigels sektor forstærket af generalmajor Joseph Hooker (fra III Corps) og brigaden under brigadegeneral Isaac Stevens (IX Corps). Pope ankom også til slagmarken og forventede at se fuldendelsen af sin sejr, men på det tidspunkt var Longstreets første enheder på plads på Jacksons højre fløj. Brigadegeneral John Bell Hoods division var på begge sider af Warrenton landevejen løst forbundet med Jacksons højre flanke. Til højre for Hood var divisionerne under brigadegeneralerne James L. Kemper og David R. Jones. Brigadegeneral Cadmus M. Wilcox`s division kom til sidst og blev placeret i reserve.
Stuarts kavaleri mødte Porter, Hatch, og McDowell på vej op ad Manassas-Gainesville vejen, og en kort ildkamp stoppede Unionens kolonne. Så ankom der en kurer med en besked til Porter og McDowell, et kontroversielt dokument fra Pope som er blevet kendt som "Joint Order." Historikeren John J. Hennessy beskrev ordren som et mesterstykke i modsigelse og uforståelighed, som blev kernepunktet i årtiers skænderier". Den beskrev angrebene på Jacksons venstre fløj, som allerede var i gang, men var uklar med hensyn til, hvad det var meningen, at Porter og McDowell skulle gøre. Frem for at rykke til Gainesville og angribe Jacksons formodet ubeskyttede, højre flanke beskrev den en bevægelse i retning af Gainesville og "så snart forbindelse er skabt til de andre divisioner, skal hele kommandoen gøre holdt. Det kan blive nødvendigt at falde tilbage bag Bull Run til Centreville i aften". Pope skrev ingen steder eksplicit, at Porter og McDowell skulle angribe, og han afsluttede ordren med "Hvis der kan opnås en betydelig fordel ved at afvige fra denne ordre, skal den ikke udføres nøje", hvilket betød, at dokumentet var så godt som ubrugeligt som militær ordre.
I mellemtiden førte Stuarts kavaleri under oberst Thomas Rosser unionsgeneralerne bag lyset ved at trække grene efter et regiment heste, hvilket skabte store støvskyer som fra en stor kolonne af marcherende soldater. På dette tidspunkt fik McDowell en rapport fra sin kavalerichef brigadegeneral John Buford, som rapporterede, at 17 infanteriregimenter, et batteri og 500 kavalerister var på vej gennem Gainesville kl. 8.15. Det var Longstreets fløj, som ankom fra Thoroughfare Gap, og det advarede de to unionsgeneraler om, at der var problemer foran dem. Unionens fremmarch blev igen standset. Af en eller anden grund undlod McDowell at fremsende Bufords rapport til Pope før kl. 19, så hærens øverstkommanderende handlede under to fejlagtige antagelser: at Longstreet ikke var i nærheden, og at Porter og McDowell var på vej til at angribe Jacksons højre flanke.
Da Longstreets mænd var kommet på plads, beordrede general Lee et angreb mod Unionens venstre fløj. Longstreet huskede senere, at Lee "var tilbøjelig til at angribe så hurtigt som muligt, men ikke beordrede det". Longstreet derimod så, at Reynolds og Schenks divisioner fortsatte syd for Warrenton landevejen og overlappede halvdelen af hans linje, og han argumenterede imod at angribe på dette tidspunkt. Lee gav efterfølgende efter, da J.E.B. Stuart rapporterede, at styrken på Gainesville-Manassas vejen(Porter og McDowell) var formidabel.
Pope, som antog at angrebet på Jacksons højre fløj ville blive gennemført, som han troede, at han havde beordret det, gav tilladelse til fire adskilte angreb mod Jacksons front med henblik på at aflede sydstatshærens opmærksomhed, indtil Porter satte det afgørende stød ind. Brigadegeneral Cuvier Grovers brigade angreb kl. 15 og regnede med støtte fra Kearnys division. Grover var så heldig at ramme et hul i linjen, som åbnedes mellem Thomas og Gregg. Hans energiske bajonetangreb var en en midlertidig succes, men igen rykkede Kearny ikke fremad som beordret, og Pope var ikke indstillet på at støtte et stort angreb. Brigadegeneral William Dorsey Penders brigade slog angrebet tilbage.
Reynolds blev beordret til at gennemføre et angreb syd for landevejen og stødte på Longstreets mænd, hvilket fik ham til at afblæse demonstrationen. Pope afviste Reynolds bekymringer som et udtryk for, at han havde taget fejl af, hvem modstanderne var og insisterede på, at det var Porters V korps, han var stødt på i deres forberedelser til at angribe Jacksons flanke. Jesse Reno beordrede en brigade fra XI korps under oberst James Nagle til at angribe centrum i Jacksons linje igen. Denne gang blev brigadegeneral Isaac R. Trimble's brigade drevet væk fra jernbanedæmningen, men et modangreb fra sydstatshæren genskabte linjen og forfulgte Nagles tropper tilbage til de åbne marker, indtil Unionens artilleri stoppede deres forfølgelse.
Kl. 16.30 sendte Pope endelig en direkte ordre til Porter om at angribe, men hans budbringer(hans nevø) for vild og afleverede først beskeden kl. 18.30. Under alle omstændigheder var Poter ikke i en bedre angrebsposition, end han havde været tidligere på dagen. I forventning om det angreb, som ikke kom, beordrede Pope Kearny til at angribe Jacksons yderste venstre flanke med henblik på at lægge et stort pres på begge ender af linjen. Klokken 17, for første gang i slaget, levede Kearny op til sit stærkt offensive rygte og brusede fremad med 10 regimenter, der ramte A.P.Hills udmattede division. Under dagens kraftigste kampe blev unionsangrebet slået tilbage af modangreb fra brigaderne under brigadegeneralerne Lawrence O'Bryan Branch og Jubal A. Early.
På sydstatshærens højre fløj bemærkede Longstreet en bevægelse af McDowells styrke væk fra hans front. I korps flyttede divisioner til Henry House Hill for at støtte Reynolds. Denne rapport fik Lee til at genoplive sin plan om en offensiv i denne sektor. Longstreet argumenterede igen imod, denne gang på grund af, at det snart ville blive mørkt. Han foreslog i stedet, at en kraftig rekognosceringsstyrke kunne føle fjendens position på tænderne og således forberede morgenens angreb. Lee accepterede, og Hoods division blev sendt frem. Samtidig sendte Pope, som stadig troede, at sydstatshæren var på tilbagetog, John P. Hatch's division mod vest på landevejen i forfølgelse. Hood og Hatch stødte kort sammen ved krydset ved Groveton, men den korte, voldsomme konfrontation endte ved mørkets frembrud, og begge sider trak sig tilbage. Igen argumenterede Longstreet og hans underordnede overfor Lee for, at man ikke skulle angribe en styrke, som de mente var placeret i en stærk defensiv position, og for tredje gang aflyste Lee det planlagte angreb.
Da Pope erfarede fra McDowell om Bufords rapport, indrømmede han endelig, at Longstreet var til stede på slagmarken, men han antog optimistisk, at Longstreet kun var der for at forstærke Jackson, mens hele hæren trak sig tilbage. Hoods division havde rent faktisk gjort netop dette.
Pope udstede direkte ordrer om, at Porters korps skulle vende tilbage til hovedstyrken og planlagde endnu en offensiv til den 30. august. Historikeren A. Wilson Greene hævder, at dette var Popes værste beslutning under slaget. Da han ikke længere havde numerisk overlegenhed over sydstatshæren og ikke havde en geografisk fordel, ville den mest fornuftige handling havde været at trække hæren tilbage over Bull Run og forene sig med McClellans Army of the Potomac, som lå med 25.000 mand i nærheden.
En af de historiske kontroverser over slaget handler om George B. McClellanss samarbejde med John Pope. I slutningen af august ankom to hele korps fra Army of the Potomac (William B. Franklin's VI Corps og Edwin V. Sumner's II Corps) til Alexandria i Virginia, men McClellan ville ikke lade dem rykke frem til Manassas, fordi han mente, at de ikke havde tilstrækkeligt artilleri, kavaleri og transportstøtte. Politiske modstandere beskyldte ham for bevidst at underminere Popes position, og han forbedrede ikke sin sag overfor historikerne, da han den 10. august skrev til sin kone: "Pope vil få alvorlige bank indenfor to dage, og ... de vil blive meget glade for at overlade indfrielsen af deres gæld til mig. Jeg vil ikke påtage mig det, med mindre jeg har den fulde kontrol." Han sagde til Abraham Lincoln den 29. august, at det måske ville være klogt "at lade Pope om at komme ud af sin knibe og bruge alle ressourcer på at gøre hovedstaden helt sikker."

### 30. august: Longstreet's modangreb, Unionens retræte
De sidste enheder i Longstreets fløj, generalmajor Richard H. Andersons division, marcherede 27 km og ankom til slagmarken kl. 3 om morgenen den 30. august. Udmattede og ukendte med området gjorde de holdt på en bakke øst for Groveton. Ved daggry opdagede de, at de var i en isoleret position for tæt på fjenden og trak sig tilbage. Popes tro på, at sydstatshæren var i færd med at trække sig tilbage, blev forstærket af denne bevægelse, som kom, efter at Hoods tropper havde trukket sig tilbage aftenen før. Ved et krigsråd kl. 8 i Popes hovedkvarter forsøgte hans underordnede at overbevise ham om at træde varsomt. Aftestning af sydstatshærens linje omkring kl. 10 antydede, at Stonewall Jacksons mænd fortsat var i deres defensive positioner. John F. Reynolds antydede, at de konfødererede styrker fortsat var til stede i stor styrke syd for landevejen. Fitz John Porter ankom senere med tilsvarende efterretninger. Imidlertid foretog Heintzelman og McDowell en personlig rekognoscering, og de kunne ikke finde Jacksons defensive linje, og Pope besluttede sig nu endeligt for at angribe de retirerende sydstatsfolk.
Kort tid efter middag udstedte Pope ordrer til Porters korps, understøttet af Hatch og Reynolds, om at rykke vestpå langs landevejen. Samtidig skulle Ricketts, Kearny og Hooker rykke frem på Unionens højre side. Denne dobbelte bevægelse kunne muligvis knuse den retirerende sydstatshær, men sydstatshæren var ikke i retræte, og håbede ligefrem på at blive angrebet. Lee ventede stadig på en anledning til at modangribe med Longstreets styrke. Selv om han ikke var sikker på, at Pope ville angribe den dag, stillede Lee 18 kanoner under oberst Stephen D. Lee på det høje terræn nordøst for Brawner's Farm, ideelt placeret til at beskyde de åbne marker foran Jacksons stilling.
Porters korps var ikke i en position, hvor den kunne indlede en forfølgelse vestpå langs landevejen, men lå derimod i skovene nord for landevejen nær Groveton. Det tog omkring to timer for de 10.000 mænd at blive opstillet til angrebet mod Jacksons linje foran dem. Angrebet skulle rettes mod Jacksons gamle division, som nu blev ledet af brigadegeneral William E. Starke. Den forreste division i Unionens angreb var under kommando af brigadegeneral Daniel Butterfield, som erstattede generalmajor George W. Morell. Den havde oberst Henry Weeks` brigade til venstre, oberst Charles W. Robertss brigade i centrum. Hatch's division kom til på højre side af korpsets linje. To brigader af tropper fra den regulære hær under brigadegeneral George Sykes var i reserve.
Unionens mænd stod overfor en meget stor opgave. Butterfields division skulle rykke frem over enken Lucinda Dogans halv kilometer brede græsmark, hvoraf den sidste fjerdedel var kraftigt op ad bakke for at nå frem til en fjenden, som var i en stærk position bag den ufærdige jernbanelinje. Hatch's division skulle kun overskride 275 meter, men skulle under beskydning gennemføre et kompliceret højresving for at ramme lige ind i fjendens stilling. De kom ud for ødelæggende ild fra Stephen Lees batterier og tilintetgørende salver fra infanteristerne i stillingen. Ikke desto mindre lykkedes det dem at gennembryde sydstatshærens linje og sende 48. Virginia regiment på flugt. Stonewall-brigaden styrtede til for at genoprette linjen med tunge tab til følge, herunder dens anfører oberst Baylor. I det, som kan siges at være den mest berømte episode under slaget, skød soldaterne i sydstatsbrigaderne under oberst Bradley T. Johnson og oberst Leroy A. Stafford så meget, at de løb tør for ammunition og i stedet kastede med store sten mod 24. New York infanteriregiment. Det hændte, at de ramte, og nogle af de overraskede newyorkere kastede sten tilbage. For at understøtte Jacksons udmattede forsvarere begyndte Longstreets artilleri at beskyde unionsforstærkninger, som forsøgte at rykke frem og mejede dem ned.
Efter at have lidt betydelige tab undlod Porter at sende Sykes reservedivision frem og overlod det grundlæggende til sine forreste brigader selv at trække sig ud af kampen uden støtte. Tilbagetrækningen kostede også store tab. Nogle af de jublende sydstatssoldater i Starkes brigade forsøgte en forfølgelse, men blev slået tilbage af unionsreserver posteret langs Groveton-Sudley vejen. Generelt var Jacksons enheder for udmarvede til at gennemføre et modangreb, hvilket gjorde det muligt for Porter at stabilisere situationen nord for landevejen. I bekymring over Porters situation beordrede Irvin McDowell Reynolds division til at forlade Chinn Ridge og understøtte Porter. Det var nok dagens værste taktiske beslutning, da det efterlod blot 2.200 unionstropper syd for landevejen, hvor de snart ville stå overfor ti gange så mange fra sydstatshæren.
Lee og Longstreet var enige om, at nu var tiden kommet for det længe ventede angreb, og at målet skulle være Henry House Hill, som havde været det afgørende område i det Første slag ved Bull Run, og som, hvis det blev erobret, ville dække Unionens mulige tilbagetrækningsrute. Longstreets fløj med 25.000 mand i fem divisioner strakte sig næsten 2½ km fra Brawner`s farm i nord til Manassas Gap jernbanen i syd. For at nå bakken skulle de tilbagelægge 2-3 km over kuperet terræn med bakker, åer og tæt skov. Longstreet vidste, at han ikke kunne sørge for en velkoordineret angrebslinje i dette terræn, så han var nødt til at stole på sine divisionschefers evner. Den forreste division på venstre fløj, nærmest ved landevejen, var John Bell Hoods texanere understøttet af brigadegeneral Nathan George Evanss South Carolinere. Til højre for Hood kom Kempers og Jones's divisioner. Andersons division blev holdt i umiddelbar reserve. Lige inden angrebet signalerede Lee til Jackson: "General Longstreet går frem. Hold øje med og beskyt hans venstre flanke."
Unionsforsvarerne syd for landevejen bestod af kun to brigader under kommando af obersterne Nathaniel C. McLean (fra Schenks division i Sigels I Korps) og Gouverneur K. Warren (fra Sykes's division i Porters V Korps). McLean holdt Chinn Ridge, Warren var i nærheden af Groveton, ca. 750 meter længere vestpå. Hood's mænd begyndte angrebet kl. 16 og overvældede straks Warrens to regimenter, (5. og 10. New York). I løbet af de første 10 minutter af angrebet mistede 5. New York næsten 300 mand ud af 500, hvoraf 120 var dødeligt sårede. Det var det voldsomste tab, noget infanteriregiment kom ud for i et enkelt slag under hele krigen.
Da det gik op for Pope og McDowell, hvilken farlig situation de stod i, beordrede de enheder til at besætte Henry House Hill, men indtil det kunne ske, var McLeans brigade den eneste forhindring, som bremsede sydstatshæren. Hans 1.200 mand fra Ohio i 4 regimenter var opstillet i retning mod vest på Chinn Ridge og understøttet af et artilleribatteri. De modstod de første to angreb, først af Hood og derefter af Shanks Evanss brigade. Det 2. angreb af oberst Montgomery D. Corses brigade (også fra Kempers division) lykkedes. McLeans mænd troede fejlagtigt, at den styrke, som nærmede sig den sydligste del af bakkekammen, var fra deres egen side og beskød den ikke. Da de opdagede deres fejltagelse, fulgte der en kraftig ildkamp i de næste 10 minutter på klos hold, men yderligere beskydning fra et artilleribatteri fra Louisiana fik unionslinjen til at bryde sammen. Ohio brigaden havde tab på 33%, men gav Pope en halv time til at bringe forstærkninger frem.
De første to unionsbrigader, der nåede frem, var fra Ricketts division under kommando af brigadegeneral Zealous B. Tower og oberst Robert Stiles. Towers brigade blev løbet over ende af angreb fra tre sider. Hans artilleri batteri blev erobret, og han blev selv alvorligt såret. Stiles's brigade, som fulgte Tower, blev ramt af to nyankomne brigader fra Kempers division under kommando af brigadegeneral Micah Jenkins og oberst Eppa Hunton. Under denne intense kamp blev lederen af 12. Massachusetts, oberst Fletcher Webster (søn af statsmanden Daniel Webster), dødeligt såret. Yderligere to unionsbrigader fra Sigels I korps under kommando af obersterne John Koltes og Włodzimierz Krzyżanowski blev kastet ind i kampen, men havde ikke større succes end deres forgængere. De forreste elementer af Jones' division, brigaderne under George T. Anderson og Henry L. Benning, havde fejet al unionsmodstand væk fra Chinn Ridge klokken 18. De vellykkede sydstatsangreb havde en høj pris, både i mænd og i tid (Hoods og Kempers divisioner havde høje tab og var umiddelbart ikke i stand til yderligere offensive aktioner). Henry House Hill var stadig flere hundrede meter borte, og der var kun en times dagslys tilbage.
| „ | R. H. Anderson undlod at gøre nytte af den mest betydningsfulde fordel, som disse tre timers kampe på Chinn Ridge og Henry Hill havde skabt. Fordi han ikke gjorde det, svandt de konfødereredes sidste chance for at ødelægge Popes hær i takt med dagslyset. | “ |
|   | — John J. Hennessy, Return to Bull Run |   |

I de første to timer af sydstatshærens angreb havde Pope været i stand til at placere fire brigader til forsvar for Henry House Hill. To fra Reynolds division, en fra Sykes og brigadegeneral Robert H. Milroys uafhængige brigade. Lee indså, at der skulle mere kampkraft til at afslutte angrebet, så han beordrede Richard Andersons division frem fra dens position i reserven. Mens disse tropper rykkede frem, startede D.R. Jones et angreb på bakken med Bennings og G.T. Andersons brigader. Med 3.000 mand var dette det største koncentrerede angreb hele eftermiddagen, men det var dårligt koordineret, og de fire unionsbrigader stod fast. Yderligere pres blev tilføjet, da to brigader fra Andersons division nåede frem (under kommando af brigadegeneralerne William Mahone og Ambrose R. Wright). De regulære styrker fra Sykes' division havde ingen naturskabt beskyttelse for enden af linjen og blev drevet tilbage mod Henry House. Af uforklarlige årsager afviste Anderson at udnytte denne åbning, måske på grund af det tiltagende mørke. Bakken forblev i Unionens hænder.
Stonewall Jackson, som havde fået en relativt flertydig ordre fra Lee om at støtte Longstreet, igangsatte et angreb nord for landevejen kl. 18, formentlig så snart hans udmattede tropper kunne mønstres. Historikeren John J. Hennessy kaldte Jacksons forsinkelser "et af slagets største mysterier" og "et af de mest betydningsfulde svigt på sydstatshærens side" i slaget, som stærkt formindskede værdien af hans fremstød. Angrebet fandt sted samtidig med den af Pope beordrede tilbagetrækning af enheder nord for landevejen for at støtte forsvaret af Henry House Hill, og det lykkedes sydstatshæren at overmande nogle artilleri og infanterienheder i det kraftige angreb. Ved 19-tiden havde Pope etableret en stærk defensiv linje, som var i forbindelse med enhederne på Henry House Hill. Klokken 20 beordrede han en generel tilbagetrækning ad landevejen til Centreville. I modsætning til den katastrofale tilbagetrækning fra First Battle of Bull Run, foregik tilbagetrækningen roligt og ordentligt. De konfødererede, som var udmattede af slaget og næsten udgået for ammunition, forfulgte ikke i mørket. Selv om Lee havde vundet en stor sejr, havde han ikke nået sit mål om at ødelægge Popes hær.

## Efter slaget
Unionens tab var på omkring 10.000 dræbte og sårede ud af 62.000, som deltog i det Andet slag ved Bull Run. Sydstaterne mistede omkring 1.300 dræbte og 7.000 sårede ud af 50.000. Mens Unionshæren samledes ved Centreville, planlagde Lee sit næste træk. Han sendte Jackson ud på en ny flankerende march i et forsøg på at placere sin hær mellem Pope og Washington. Pope svarede igen på denne bevægelse, og de to styrker mødtes en sidste gang i Slaget ved Chantilly (også kendt som Ox Hill) den 1. september. Lee begyndte straks sin næste kampagne den 3. september, da de første enheder i hans Army of Northern Virginia overskred Potomacfloden på vej til et skæbnesvangert møde med Army of the Potomac i Marylandkampagnen og Slaget ved Antietam.
| „ | En prægtig hær var næsten demoraliseret, millionbeløb af offentlig ejendom opgivet eller ødelagt, tusinder af vore bedste mænds liv ofret uden noget formål. Jeg tiltror ikke mig selv at tale om denne hærfører [Pope] på den måde, jeg føler og tror. Lad det række at sige ... at en højere grad af uforskammethed, overlegenhed, uvidenhed og fordringsfuldhed så man aldrig samlet i en enkelt mand. Det kan sandelig siges, at han ikke havde en eneste ven i hæren, fra den mindste trommeslagerdreng til den højeste general. | “ |
|   | — Brig. Gen. Alpheus S. Williams (II Corps division commander) |   |

Pope blev frataget sin kommando den 12. september 1862, og hans hær blev lagt sammen med Army of the Potomac, mens den marcherede ind i Maryland under McClellan. Han tilbragte resten af krigen i det nordvestlige militærdepartement i Minnesota, hvor han var beskæftiget med Dakota-krigen i 1862. Pope ledte efter syndebukke for at sprede skylden for hans nederlag. Den 25. november 1862 blev Fitz John Porter arresteret og stillet for en krigsret for sine handlinger den 29. august. Porter blev kendt skyldig den 10. januar 1863 i ulydighed og embedsforsømmelse og blev udstødt af hæren den 21. januar. Han brugte det meste af sine resterende år på at kæmpe mod denne uretfærdighed. I 1878 blev han renset af en særlig kommission under general John M. Schofield, som nåede frem til at hans tøven med at angribe Longstreet formentlig reddede Popes Army of Virginia fra et endnu større nederlag. Otte år senere omgjorde præsident Chester A. Arthur Porters dom.
James Longstreet fik kritik for din indsats i slaget, og efterkrigens advokater for konføderationens tabte sag hævdede, at hans langsomhed, tøven med at angribe og ulydighed mod general Lee den 29. august var en forsmag på hans kontroversielle indsats i Slaget ved Gettysburg. Lees levnedsbeskriver Douglas Southall Freeman skrev: "Sæden til en stor del af katastrofen ved Gettysburg blev sået i dette øjeblik – da Lee gav efter for Longstreet, og Longstreet opdagede det."